# Geläger
Als Geläger (gesetzlich Hefe oder Trub) wird der Bodensatz bezeichnet, der sich während der Gärung von Wein, Bier oder Most im Gärbehälter bildet.  Je nach Ausgangsstoff wird das Geläger als Weintrub, Biertrub oder Most- bzw. Fruchttrub bezeichnet. Regionsabhängig wird auch von Drusen oder Glöger bzw. Klöger gesprochen. Nach Abschluss der Sedimentation wird die vergorene Flüssigkeit durch einen Abstich vom Geläger getrennt.
Letztlich liegt der Wert des Gelägers noch in seinem Gehalt an gereinigtem Weinstein (saurem Kaliumtartrat) und geringen Mengen Alkohol (Ethanol).

## Verwendung
Der Weinstein kann zum Verkauf separiert werden. Und aus dem im Geläger vorhandenen Alkohol können durch das Brennen des Gelägers Spirituosen destilliert werden. Deren rechtlich vorgeschriebene Bezeichnung ist „Hefebrand“ oder „Brand aus Trub“. Sie wird durch die Angabe des verwendeten Ausgangsstoffs ergänzt, so dass die Destillate dann als „Weinhefebrand“, „Bierhefebrand“ oder „Fruchthefebrand“ in den Verkehr gebracht werden können:Anhang I Kategorie 12
„Weinhefe“ bzw. „Weintrub“ (Geläger aus der Weinherstellung) darf zur Erzeugung von Tresterbrand mitverwendet werden:Anhang I Kategorie 6 Dies gilt auch für alle Tresterbrände, welche mit der geschützten geografischen Angabe „g. A.“ Grappa in den Verkehr gebracht werden dürfen.

## Gesetzliche Regelung
In der EU regelt (Stand Januar 2024) die Verordnung (EU) 2019/787 vom 17. April 2019 die Begrifflichkeiten der Ausgangsstoffe für die Destillation von Spirituosen. Von der winzersprachlichen Bezeichnung „Geläger“ wird in dieser Verordnung kein Gebrauch gemacht. Die Verordnung spricht in Anhang I bezüglich der Spirituosen der Kategorie 12 von „Hefebrand oder Brand aus Trub“:Anhang I Kategorie 12